# Отиай-Минами-Нагасаки (станция)
Станция Отиай-Минами-Нагасаки (яп. 落合南長崎駅 отиай минами нагасаки эки) — железнодорожная станция на линии Оэдо расположенная в специальном районе Синдзюку, Токио. Станция обозначена номером E-33. На станции установлены автоматические платформенные ворота.

## История
Станция была открыта 19-го декабря 1997 года, когда линия Оэдо была продлена от станции Нэрима до станции Синдзюку.
Станция расположена на границе специальных районов Синдзюку и Тосима. Первоначально планировалось дать станции название Минами-Нагасаки (по названию местности района Тосима), но для отражения того что станция находится на границе районов название изменили.

## Планировка станции
Одна платформа островного типа и два пути.
| 1 | ○ Линия Оэдо | Тотёмаэ, Роппонги, Даймон |
| 2 | ○ Линия Оэдо | Нэрима, Хикаригаока       |

## Близлежащие станции
| «     |  | Линия      |  | »         |
| ----- |  | ---------- |  | --------- |
| Накаи |  | Линия Оэдо |  | Син-Эгота |